# Гафіксбек
Гафіксбек (нім. Havixbeck) — сільська громада в Німеччині, знаходиться в землі Північний Рейн-Вестфалія. Підпорядковується адміністративному округу Мюнстер. Входить до складу району Кесфельд.
Площа — 52,99 км2. Населення становить 11 961 ос. (станом на 31 грудня 2020).